# Poliscan Speed

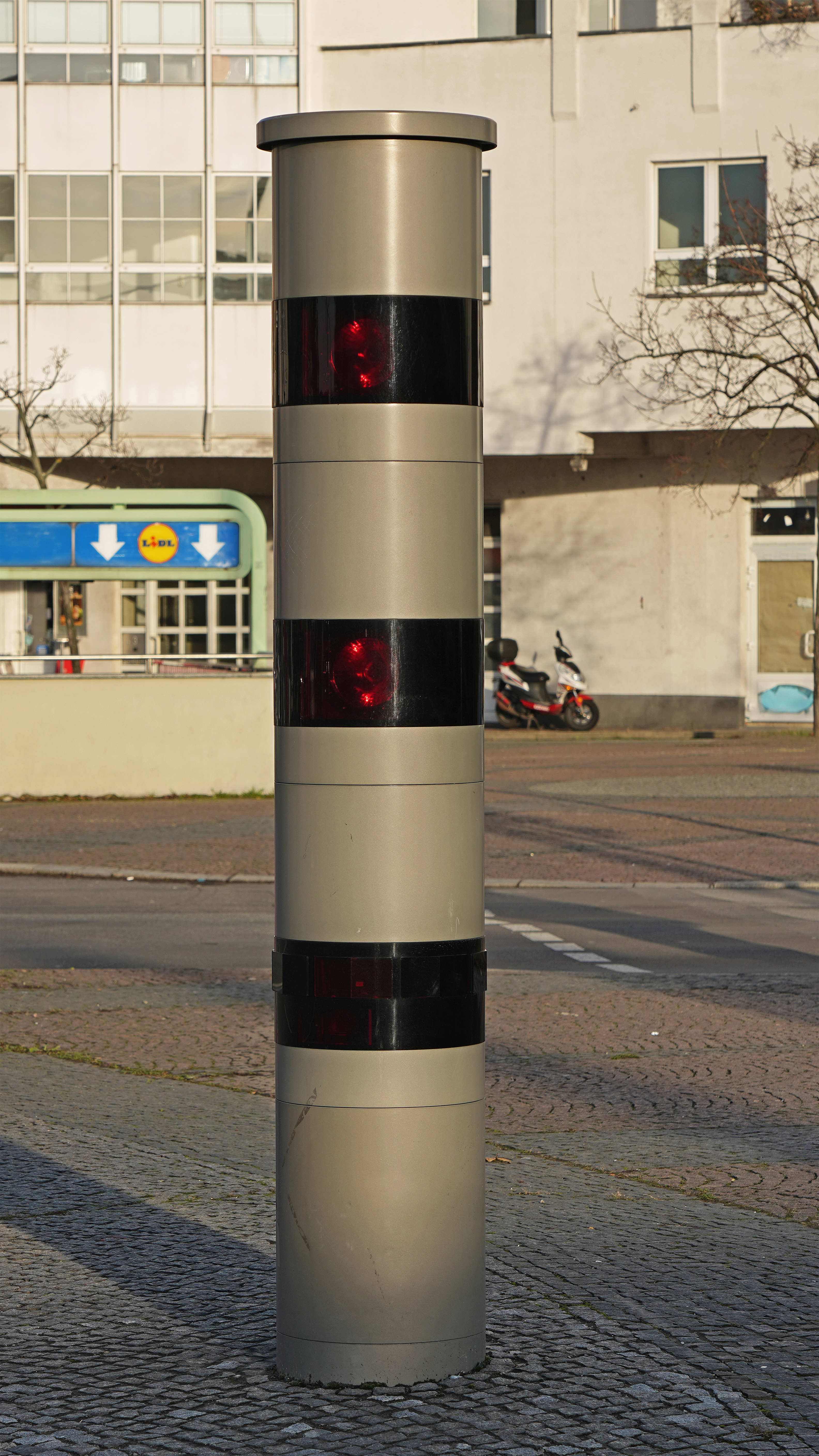
„PoliScan Speed“, stationär

Poliscan Speed (Schreibweise des Herstellers: POLISCAN Speed) ist ein System zur Geschwindigkeitsüberwachung des Herstellers Vitronic. Zum Messen wird die laserbasierte LIDAR-Technologie (Light Detection and Ranging) eingesetzt. Über Laufzeitmessung ermittelt ein scannender Laser die Geschwindigkeiten und Positionen aller Fahrzeuge im Messfeld.
Poliscan Speed gibt es als mobiles oder als stationäres System; als stationäres Gerät ist es als so genannte Blitzer-Säule bekannt. Beide Systeme sind für eine Überwachung von drei Fahrspuren je Richtung bei einer Messrate von kleiner als einer Sekunde je Fahrzeug ausgelegt. Der Arbeitsbereich liegt zwischen 10 und 75 m, der Messbereich zwischen 10 und 320 km/h.
Man unterscheidet bei den Säulen zwischen Varianten mit drei und vier Ringen, während Säulen mit drei Ringen nur in eine Fahrtrichtung blitzen, können Säulen mit 4 Ringen beide Fahrtrichtungen abdecken.
Die Systeme der etwa 100.000 Euro teuren Poliscan-Familie werden neben der Geschwindigkeitsüberwachung auch zur Rotlichtüberwachung oder zur automatischen Kennzeichenlesung eingesetzt.
In der obergerichtlichen Rechtsprechung wird die messtechnische Nachvollziehbarkeit anerkannt, während Untergerichte den überprüfbaren Beweis der richtigen Messwertgewinnung bei den mobilen Geräten bezweifeln.

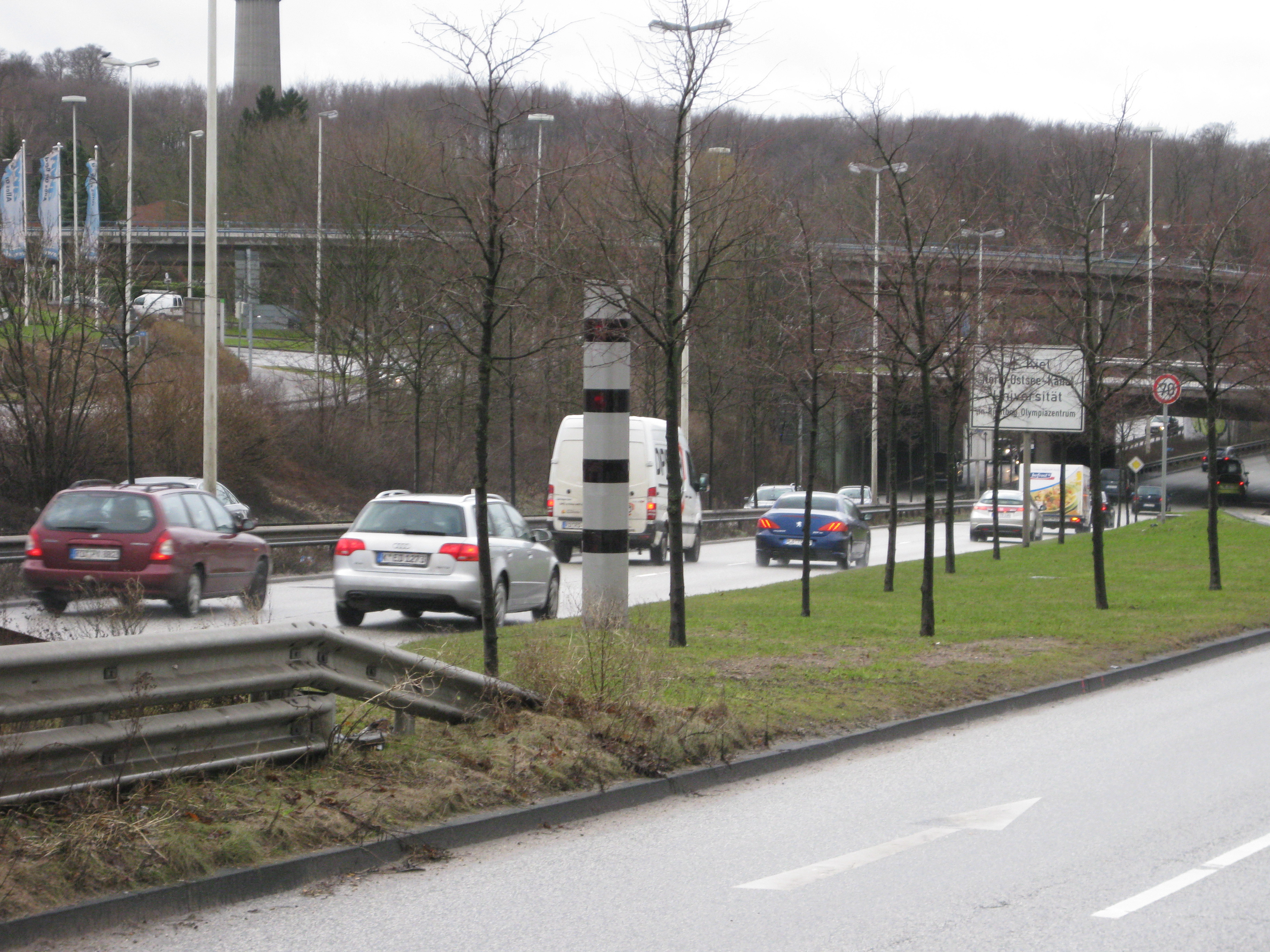
Stationäre mehrspurige Messung
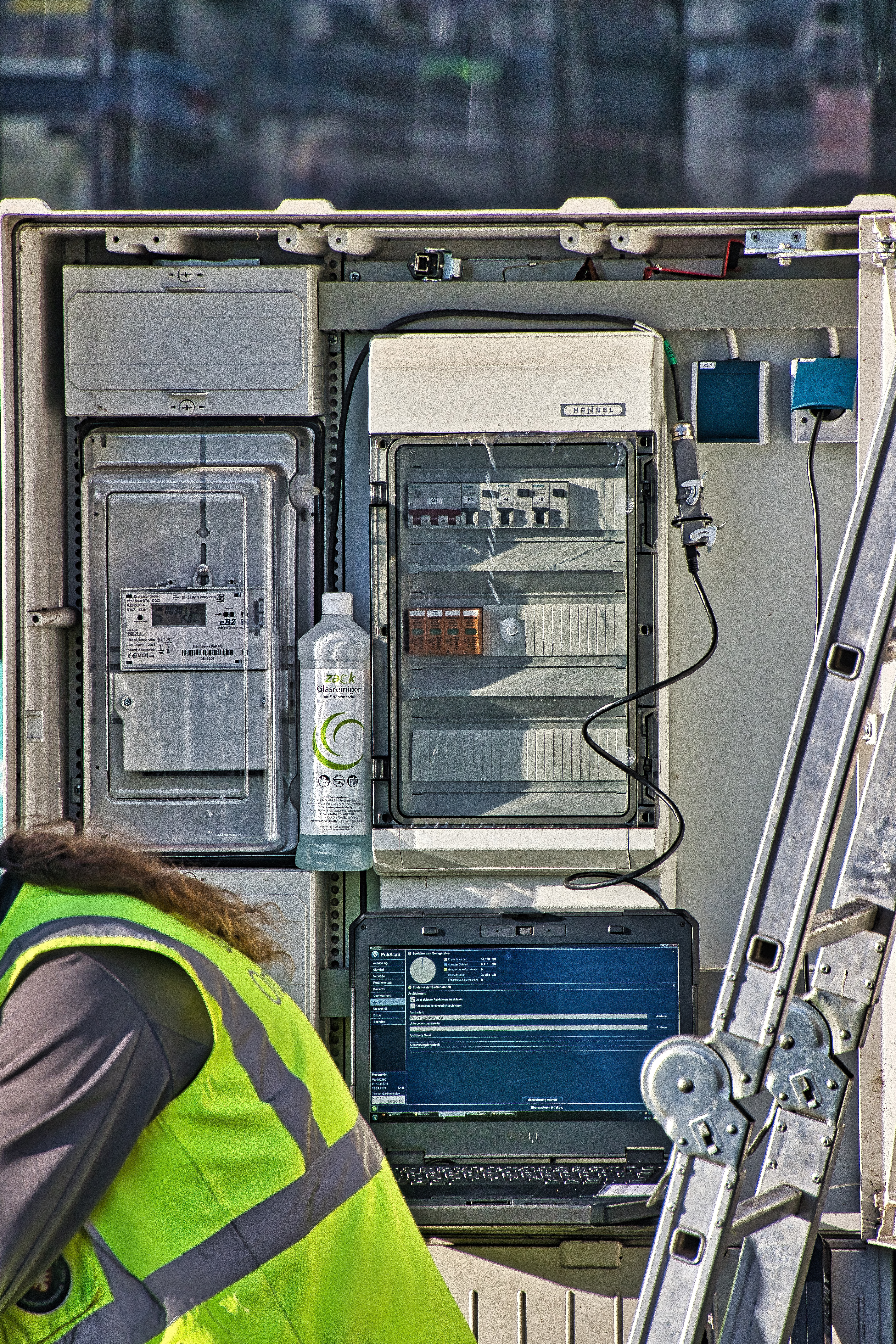
Wartung an einer stationären „Poliscan Speed“-Säule (Versorgungsschrank)
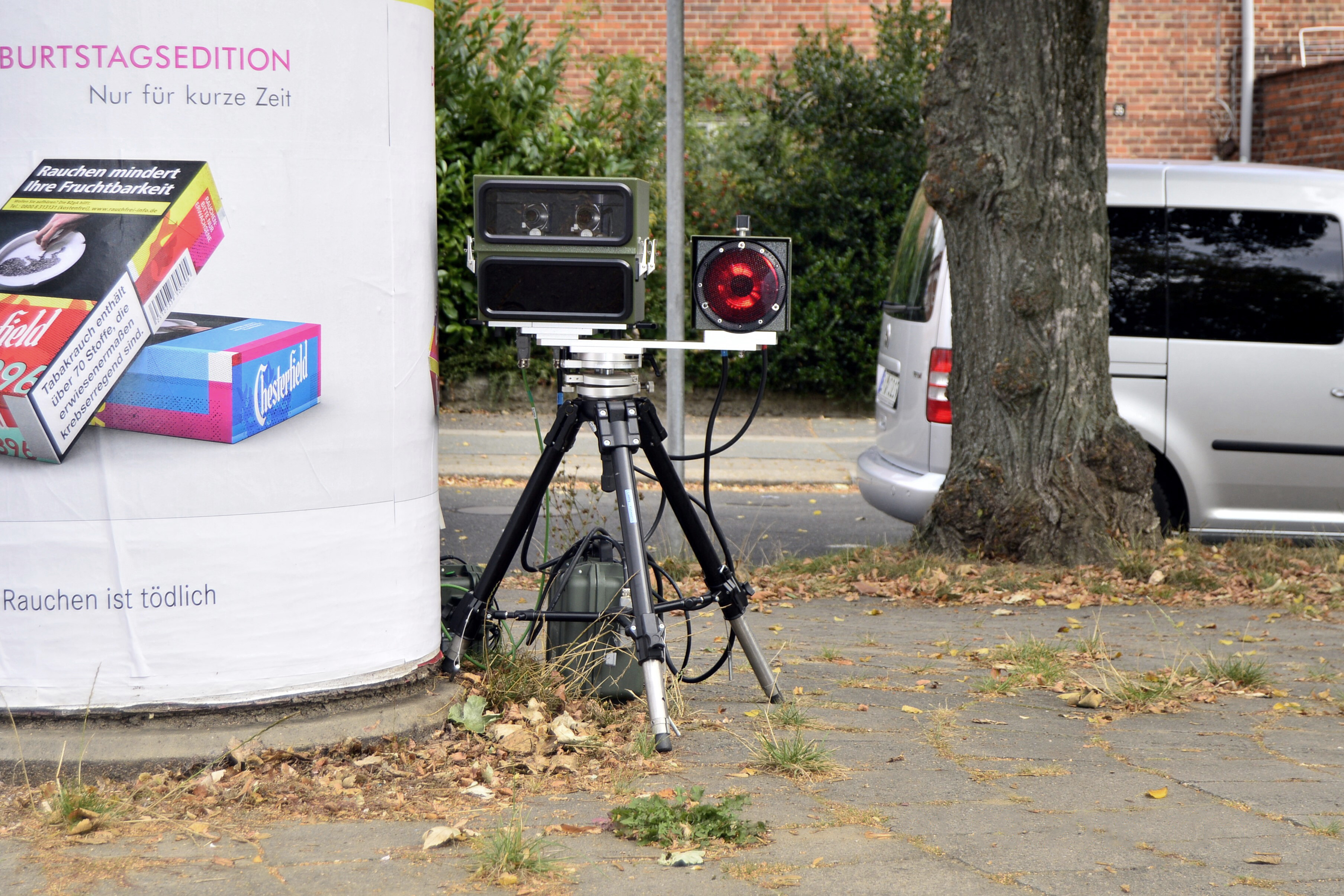
„Poliscan Speed“, mobil